# 1050
 Năm 1050 là một năm trong lịch Julius. 

## Sinh
- 6 tháng 3 - Lê Văn Thịnh, Thủ khoa nho học tức 11 tháng 2 năm Canh Dần[cần dẫn nguồn]